# Oscar 1958
A 30ª cerimônia de entrega dos Academy Awards (ou Oscars 1958), apresentada pela Academia de Artes e Ciências Cinematográficas, premiou os melhores atores, técnicos e filmes de 1957 no dia 26 de março de 1958, em Los Angeles e teve  como mestres de cerimônias Bob Hope, Rosalind Russell, David Niven, James Stewart, Jack Lemmon e Pato Donald (Voz de Clarence Nash).
Foi a primeira vez que os cinco nomeados para melhor filme foram indicados também para melhor diretor.
O drama The Bridge on the River Kwai foi premiado na categoria de melhor filme.

## Indicados e vencedores
| Melhor Filme - The Bridge on the River Kwai - 12 Angry Men - Peyton Place - Sayonara - Witness for the Prosecution | Melhor Diretor - David Lean – The Bridge on the River Kwai - Sidney Lumet – 12 Angry Men - Billy Wilder – Witness for the Prosecution - Joshua Logan – Sayonara - Mark Robson – Peyton Place                                  |
| Melhor Ator/Actor (Principal) - Alec Guinness – The Bridge on the River Kwai - Marlon Brando – Sayonara - Anthony Franciosa – A Hatful of Rain - Charles Laughton – Witness for the Prosecution - Anthony Quinn – Wild Is the Wind | Melhor Atriz/Actriz (Principal) - Joanne Woodward – The Three Faces of Eve - Deborah Kerr – Heaven Knows, Mr. Allison - Anna Magnani – Wild Is the Wind - Elizabeth Taylor – Raintree County - Lana Turner – Peyton Place     |
| Melhor Ator/Actor Coadjuvante/Secundário - Red Buttons – Sayonara - Vittorio De Sica – A Farewell to Arms - Sessue Hayakawa – The Bridge on the River Kwai - Arthur Kennedy – Peyton Place - Russ Tamblyn – Peyton Place           | Melhor Atriz/Actriz Coadjuvante/Secundária - Miyoshi Umeki – Sayonara - Carolyn Jones – The Bachelor Party - Elsa Lanchester – Witness for the Prosecution - Hope Lange – Peyton Place - Diane Varsi – Peyton Place           |
| Melhor Roteiro/Argumento - Original - Designing Woman - I vitelloni - Funny Face - Man of a Thousand Faces - The Tin Star | Melhor Roteiro/Argumento - Adaptado - The Bridge on the River Kwai - 12 Angry Men - Peyton Place - Sayonara - Heaven Knows, Mr. Allison                                                                                       |
| Melhor Edição/Montagem - The Bridge on the River Kwai - Sayonara - Pal Joey - Witness for the Prosecution - Gunfight at the O.K. Corral                                                                                            | Melhor Filme Estrangeiro - Le notti di Cabiria (Itália) - Mother India (Índia) - Nachts, Wenn der Teufel Kam (Alemanha Ocidental) - Porte des Lilas (França) - Ni Liv (Noruega)                                               |
| Melhor Documentário em Longa-metragem - Albert Schweitzer - On the Bowery - Torero! | Melhor Trilha Sonora/Banda Sonora - The Bridge on the River Kwai - An Affair to Remember - Boy on a Dolphin - Perri - Raintree County                                                                                         |
| Melhor Curta-metragem - The Wetback Hound - A Chairy Tale - City of Gold - Foothold on Antarctica - Portugal | Melhor Animação em Curta-metragem - Birds Anonymous - One Droopy Knight - Tabasco Road - Trees and Jamaica Daddy - The Truth About Mother Goose                                                                               |
| Melhor mixagem/mistura de Som - Sayonara - Gunfight at the O.K. Corral - Les Girls - Witness for the Prosecution - Pal Joey | Melhor Canção original - "All the Way" por The Joker Is Wild - "An Affair to Remember" por An Affair to Remember - "April Love" por April Love - "Wild Is the Wind" por Wild Is the Wind - "Tammy" por Tammy and the Bachelor |
| Melhor Direção de Arte - Sayonara - Funny Face - Raintree County - Les Girls - Pal Joey | Melhor Figurino/Guarda-Roupa - Les Girls - Funny Face - An Affair to Remember - Pal Joey - Raintree County |
| Melhor Cinematografia/Fotografia - The Bridge on the River Kwai - Peyton Place - An Affair to Remember - Funny Face - Sayonara | Melhores Efeitos Visuais - The Enemy Below - The Spirit of St. Louis |

### Múltiplas indicações
- 10 indicações: Sayonara
- 9 indicações: Peyton Place
- 8 indicações: The Bridge on the River Kwai
- 6 indicações: Witness for the Prosecution
- 4 indicações: An Affair to Remember, Funny Face, Pal Joey e Raintree County
- 3 indicações: 12 Angry Men, Les Girls e Wild Is the Wind
- 2 indicações: Gunfight at the O.K. Corral e Heaven Knows, Mr. Allison